# Park Joo-Ho
Park Joo-Ho (Seül, Corea del Sud, 16 de gener de 1987) és un exfutbolista sud-coreà. Va ser internacional amb la selecció de Corea del Sud.